# Andrée Hyvernaud
Andrée Hyvernaud, née Andrée Derome le 11 décembre 1910 à Lens et morte le 8 mars 2005 à Ballainvilliers, est une écrivaine et poétesse française. 
Elle fut mariée à Georges Hyvernaud et s'occupa des œuvres qu'il a laissées en plan après la publication du deuxième ouvrage de celui-ci.

## Biographie
Née à Lens en 1910 , Andrée Derome se marie à l'écrivain Georges Hyvernaud en 1936. Tous deux sont professeurs et passionnés par la littérature et le théâtre. Andrée Hyvernaud écrit aussi, des poèmes, presque des comptines ( Transparences en 1976 et Au bord des mortes eaux en 1999). Son mari meurt en 1983.
Par son travail de classement et de retranscription des archives de son mari (aujourd'hui conservées à l'IMEC), elle participe à la redécouverte des créations de celui-ci,,- comme en témoigne l'émouvant dossier qu'elle a rassemblé pour le numéro de la revue Plein chant (n° 61-62, 1996) - discrétion et précision. Elle est morte le 8 mars 2005, à l'âge de 95 ans, à Ballainvilliers.

## Œuvres

### Poésie
- Transparences, Éditions Saint-Germain-des-Prés, 1976, 28 p.
- Au bord des mortes eaux précédé de Qui mène au soir : poèmes, Plein chant, 1999, 93 p.

### Édition
- Georges Hyvernaud, L'ivrogne et l'emmerdeur : Lettres à sa femme, 1939-1940, Seghers, 1991, 300 p. (ISBN 9782232103315).
- Andrée Hyvernaud, « Dossier Georges Hyvernaud », Plein Chant, nos 61-62,‎ 1996 (ISBN 978-2-85452-230-3).

### Paratextes
- Georges Hyvernaud, Carnets d'oflag, France, Le Dilettante, 1999, 238 p. (ISBN 2-84263-028-9), Avant-propos de Andrée Hyvernaud, pages 13-15 - Préface de Jean José Marchand.
- Georges Hyvernaud et Andrée Hyvernaud (avant-propos), Lettre anonyme, Le Dilettante, 2002, 224 p. (ISBN 978-2-84263-053-9).
- Georges Hyvernaud et Andrée Hyvernaud (présentation), Lettres de Poméranie : 1940-1945, éditions Claire Paulhan, 2002, 384 p. (ISBN 2-912222-16-8).

## Décoration
- Officier de l'Instruction publique en 1955, en qualité de « professeur d'école normale à Paris »[4].